# Richard Löwenbein
Richard Loewenbein (* 29. Juni 1894 in Wien, Österreich-Ungarn; † um 5. September 1943 im KZ Auschwitz, Generalgouvernement Polen) war ein österreichischer Filmregisseur, Drehbuchautor und Filmarchitekt mit intensiver Aktivität in Deutschland.

## Leben
Loewenbein kam schon in jungen Jahren nach Berlin und begann dort 19-jährig seine Laufbahn bei der Produktionsfirma PAGU. Nur wenige Wochen nach Ausbruch des Ersten Weltkriegs durfte er dort erstmals beim Film Es war in Schöneberg…Regie führen. Die leichtgewichtige Komödie und das Lustspiel wurden sein Spezialgebiet. Vor allem in seinen frühen Jahren arbeitete er häufig mit Ernst Matray zusammen.
Inmitten des Krieges wurde Loewenbein eingezogen, konnte aber während des Heimaturlaubes in Wien 1917 für die österreichisch-deutsche Produktionsgesellschaft Sascha-Messter zwei Filme inszenieren. Im letzten Kriegsjahr 1918 kehrte Loewenbein nach Berlin zurück und setzte mit Groteske Ticky-Tacky I (erneut mit Matray) seine Regiekarriere fort. 1924 kam es bei der Sensations- und Groteskgeschichte Die wunderlichen Geschichten des Theodor Huber letztmals zu einer Kooperation mit Matray.
Trotz mehrfacher Abstecher ins dramatische Fach (Der Totenklaus, Das Diadem der Zarin, Das Feuerschiff) blieb Loewenbeins Spezialgebiet die leichtgewichtige Komödie. Keine seiner Inszenierungen ist von filmhistorischer Bedeutung. Ihm gelangen jedoch Kassenerfolge mit Publikumslieblingen wie Harry Liedtke (Um Recht und Ehre), Curt Bois (Der Jüngling aus der Konfektion), Maly Delschaft (Die Kleine und ihr Kavalier), Grete Mosheim (Höhere Töchter) und der Französin Gina Manès (Mädchenschicksale). Einen besonderen Erfolg landete er 1928 mit der Filmposse Die tolle Komteß. In den Hauptrollen sah man dort Dina Gralla und Werner Fuetterer. 1929 kehrte der gebürtige Wiener in seine alte Heimat zurück und drehte mit Der Dieb im Schlafcoupée eine späte Stummfilmkomödie mit dem deutschen Star Ossi Oswalda. Seine Laufbahn als Langfilmregisseur beendete Loewenbein Anfang 1930 in Paris mit seinem ersten Tonfilm, der deutschen Version einer französischen Ehegeschichte (La tendresse).
Nach zwei Kurzfilminszenierungen für die Triangel-Film (Rosmarin im Glück, Streichquartett), bei der er 1932/33 auch Geschäftsführer war, verschwand Richard Loewenbein aus dem Blickfeld der Öffentlichkeit. Der jüdische Regisseur durfte unter Hitler in Deutschland nicht mehr weiterarbeiten und floh nach Frankreich. Dort geriet er nach der Besetzung des Landes durch die Wehrmacht in deutsche Hände. Am 2. September 1943 wurde Loewenbein vom Verladebahnhof Paris-Drancy nach Auschwitz deportiert, wo er vermutlich kurz nach seiner Ankunft (um den 5. September) ermordet wurde.

## Filmografie (Auswahl)
Regie, wenn nicht anders angegeben
- 1914: Es war in Schöneberg…
- 1914: Die Erbtante
- 1914: Die Direktion verlobt sich (auch Drehbuch)
- 1915: Die bösen Buben (auch Drehbuch)
- 1915: Die Goldfelder von Jacksonville (Kurzfilm)
- 1915: Marionetten (auch Co-Drehbuch)
- 1917: Der Diebstahl (Kurzfilm)
- 1917: Wenn die Liebe auf den Hund kommt (auch Drehbuch)
- 1918: Ticky-Tacky I (auch Drehbuch)
- 1919: Künstlerliebe
- 1920: Prinzessin Tatjana (nur Bauten)
- 1920: Taschendiebe (nur Bauten)
- 1920: Geschwister Barelli
- 1921: Die Amazone
- 1921: Das goldene Netz (nur Drehbuch)
- 1921: Der Totenklaus
- 1921: Die Asphaltrose
- 1922: Das Diadem der Zarin (auch Drehbuch)
- 1922: Zwei Welten
- 1922: Das Feuerschiff (auch Drehbuch)
- 1924: Die wunderlichen Geschichten des Theodor Huber
- 1925: Um Recht und Ehre
- 1926: Die Kleine und ihr Kavalier
- 1926: Der Jüngling aus der Konfektion
- 1927: Stolzenfels am Rhein
- 1927: Höhere Töchter
- 1928: Mädchenschicksale
- 1928: Die tolle Komteß
- 1929: Verirrte Jugend
- 1929: Der Dieb im Schlafcoupé
- 1929: Ohne Geld durch die Welt
- 1930: Zärtlichkeit
- 1932: Rosmarin im Glück (Kurzfilm, auch Produzent)
- 1932: Streichquartett (Kurzfilm, auch Produzent)